# Frälsningsarmén, Västerås
Frälsningsarmén i Västerås är en kyrka i de centrala delarna av Västerås.
Frälsningsarmén i sig har funnits i Västerås sedan 1892.
Kåren som församlingen kallas bedriver olika sorters verksamhet t.ex Alphakurser, Önskesången, Musikklubben, FFA 